# Bartolomeo Bacilieri
Bartolomeo Kardinal Bacilieri, italijanski rimskokatoliški duhovnik, škof in kardinal, * 28. marec 1842, Breonio, Italija, † 14. februar 1923, Verona, Italija.

## Življenjepis
17. decembra 1864 je prejel duhovniško posvečenje.
1. junija 1888 je bil imenovan za sopomočnika škofa Verone in naslovni škof Nise (Licija); škofovsko posvečenje je prejel 10. junija istega leta.
1. aprila 1900 je zasedel položaj škofa Verone, ki ga je zasedal do svoje smrti.
15. aprila 1901 je postal kardinal-duhovnik S. Bartolomeo all'Isola.